# Loullia (Schiff, 1952)
Koordinaten: 27° 59′ 22″ N, 34° 27′ 12″ O
Die Loullia ist ein Frachtschiff, das im September 1981 bei Scharm El-Scheich auf dem Gordon-Riff in der Straße von Tiran strandete und als Touristenattraktion bekannt ist.

## Geschichte und Charakteristika
Der Stückgutfrachter wurde als Antonina von der schwedischen Öresundsvarvet in Landskrona unter der Werftnummer 121 gebaut. Das Schiff hatte fünf Laderäume mit einem Gesamtvolumen von 6.690 m³. Außerdem verfügte der Frachter über insgesamt elf Ladebäume und war eisverstärkt. Der Stapellauf erfolgte am 6. Mai 1952 und am 17. Juli desselben Jahres wurde das Schiff an die schwedische Poseidon-Reederei ausgeliefert.
Aufgrund eines Ministerratsbeschluss der DDR vom 6. März 1964 wurde die Beschaffung von zusätzlichen Mittelmeerfrachtern für die Deutsche Seereederei beschlossen. Unter diese Neuerwerbungen fiel auch die Antonina, die im Juni 1965 von der DSR erworben und in Zschopau umbenannt wurde. Bei einer Mittelmeerfahrt rettete die Zschopau am 12. April 1974 zwischen Beirut und Alexandria 10 ägyptische Fischer in Seenot. Im April 1978 wurde die Zschopau an die Blue Mediterranean Shipping Co. Ltd. S.A. verkauft und in Loullia umbenannt. Im November 1979 erwarb schließlich die Reederei Amin Kawar & Sons das Schiff und ließ es auf die panamaische Gesellschaft Pan Arab Ship Management eintragen.
Am 29. September 1981 fuhr die Loullia auf einer Leerfahrt von Akaba nach Sues auf Felsen im nördlichen Teil des Gordon-Riffs auf. Die Schiffsbesatzung verließ am 2. November das Schiff, nachdem alle Rettungsversuche scheiterten.

## Verbleib
Gerüchten zufolge soll das Wrack einige Zeit als Operationsbasis für Drogenhändler genutzt worden sein. Ende der 1990er Jahre kollidierte das Containerschiff Contship Harmony mit dem Wrack und dem Riff, wobei das Heck der Loullia durchtrennt wurde. In den letzten Jahren ist das Wrack einem zunehmenden Verfall ausgesetzt. Auf dem Meeresgrund befinden sich neben Wrackteilen auch Tonnen, die das Schiff als Balast auf seiner Leerfahrt geladen hatte. Zudem soll sich auch ein Rettungsboot der Loullia am Meeresboden befunden haben.

## Trivia
Ein Schwesterschiff der Zschopau, die 1951 unter der Werftnummer 112 erbaute Itajai, wurde 1965 ebenfalls durch die DSR von der Poseidon-Reederei übernommen und stand als Tollense auch bis 1978 im Dienst der DDR-Staatsreederei.
Wenige Monate nach der Havarie der Loullia strandete im Dezember 1981 das Frachtschiff Lara auf dem einige hundert Meter entfernten Jackson-Riff. Auch die Lara ist bis heute noch teilweise sichtbar.
Im August 1982 strandete die Gleichberg, ein weiteres Schiff der DSR, nur wenige dutzend Meter von dem Wrack der Loullia entfernt auf dem Gordon-Riff, konnte jedoch wieder freigeschleppt werden.

## Galerie

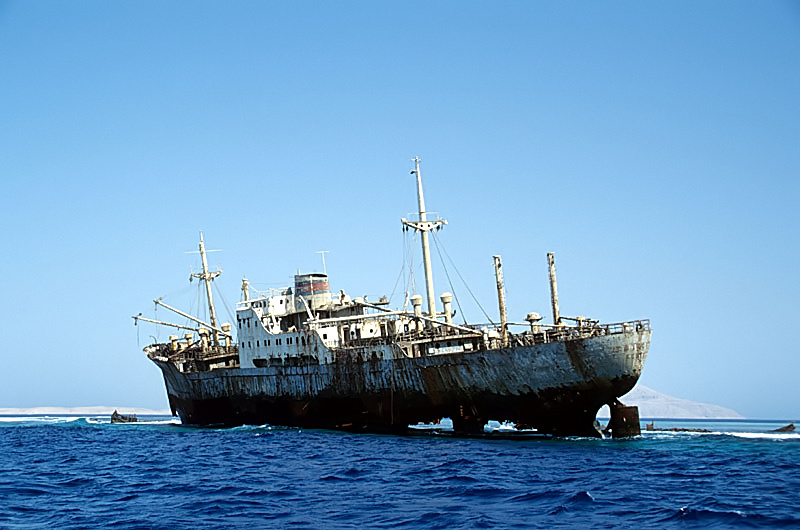
Das größtenteils intakte Wrack der Loullia im Jahr 1998
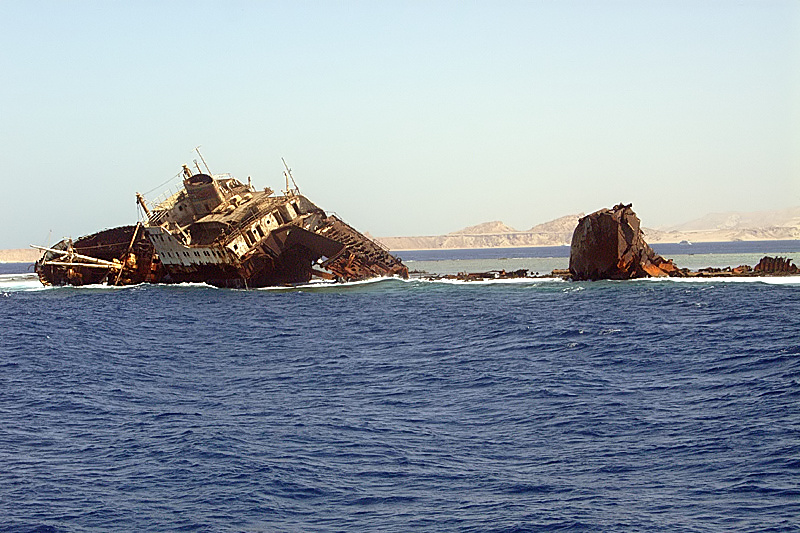
Das Wrack von Norden, im Jahr 2005
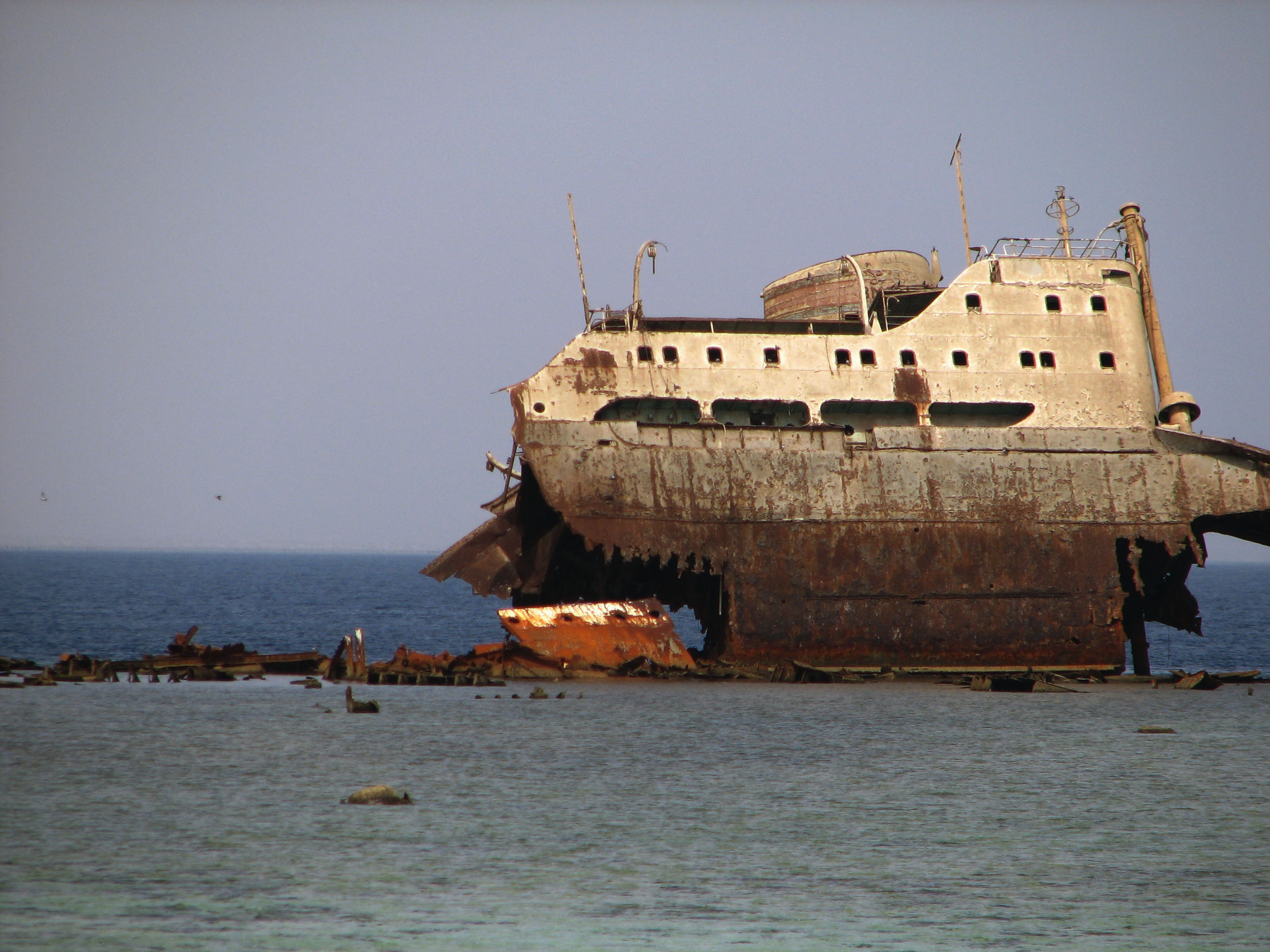
Nahaufnahme des Deckhauses im Jahr 2009
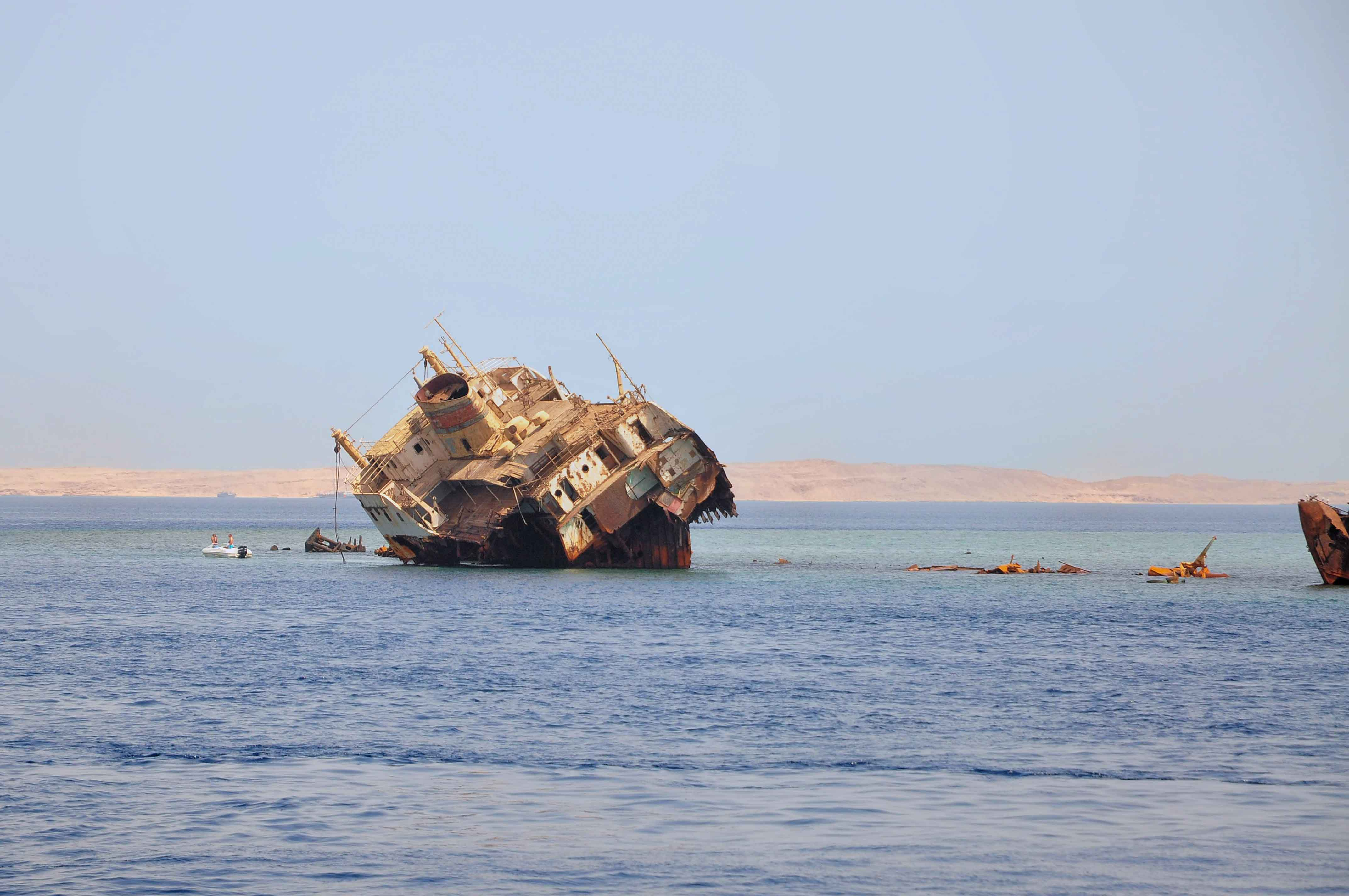
Das Wrack als Touristenattraktion im Jahr 2012
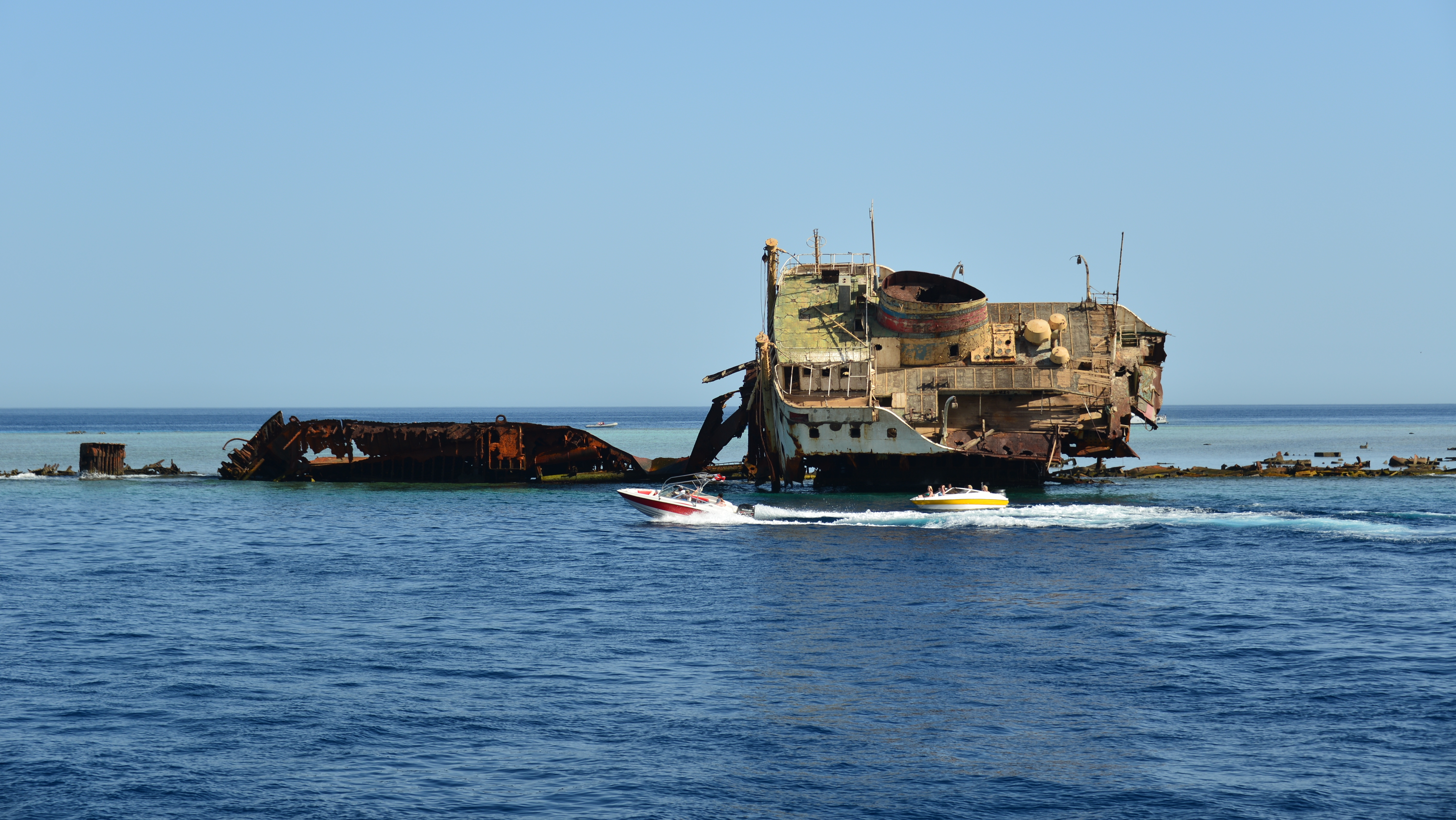
Das kollabierende Deckhaus im Jahr 2014
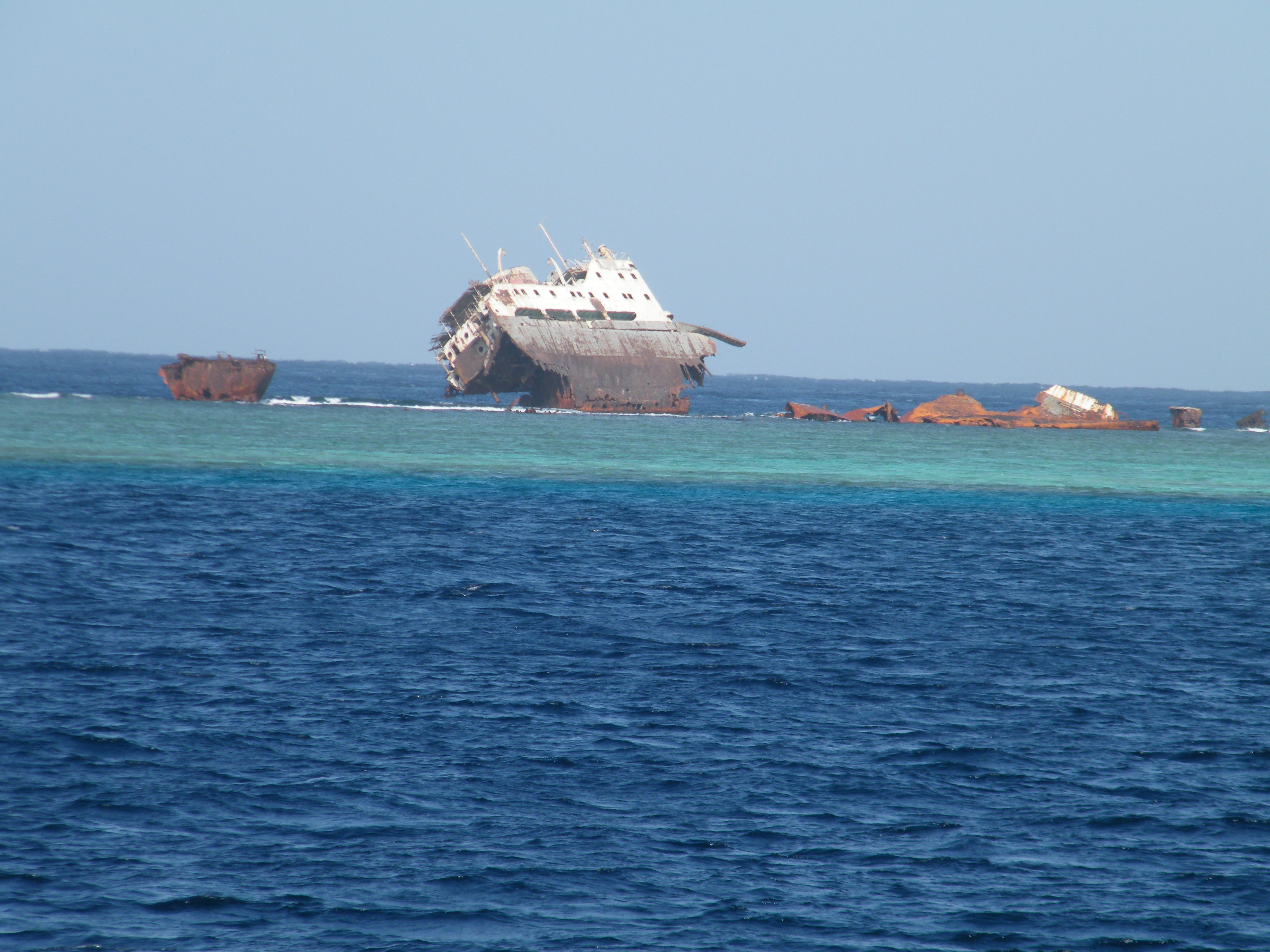
Die Loullia im Jahr 2016